# Seznam likov v Rebelde

### Dekleta

#### Roberta Pardo Rey
- Igra jo: Dulce Maria

Roberta je najbolj uporniška učenka na Elite Way School. Je hčerka zelo znane mehiške pevke Alme Rey in njenega učitelja za likovno vzgojo Martina Reverte(Čeprav tega najprej ne ve). Ima močno obnašanje in še bolj močno srce. Roberta zmeraj najde rešitev za probleme - ni važno njeni od drugih - pod vsako ceno. Njeni najboljši prijateljici in sostanovalki sta Lupita in Jóse Luján.
Roberta je lepa in nadarjena. Njeno petje je prečudovito in band je večinoma odvisen od njenega talenta v 1.sezoni.
V telenoveli je ljubezen njenega življenja Diego Bustamante. Imata JA-in-NE razmerje ker se en dan sovražita in se drug dan že pobotata. Med sezonami si postaneta blizu, se kregata, postaneta sovražnika in prijatelja skozi in skozi.
med 1.sezono sta bila ona in Diego lažni par. Eden od razlogov je da Diegov oče ne bi zvedel za band in drug, da ne bi Robertina mama zalezovala Roberto. Ampak svojima enako močnima voljama se strastno zaljubita. Roberta je potem odpeljana v Španijo (za en mesec proti njeni volji s človekom za katerega misli, da je njen oče.Pogrešala je Diega, a ko se je vrnila je imel Diego novo dekle Paolo (prostitutko,ki jo je najel Diegov oče).
Na koncu 1.sezone sta Roberta in Diego hodila vendar je Tomas Roberti povedal, da sta z DIegom stavila, da bosta Diego in Roberta par.Zato je Roberta Diega zapustila.
Na koncu nadaljevanke je Roberta Diegu pomagala pobegniti od njegovega očeta.Potem sta Roberta in Diego postala par.

#### Lupita Fernandez
- Igra jo:Maite Perroni

Lupita je najnežnejše dekle na šoli.Njena družina ni bogata, zato ima štipendijo.Njene najboljše prijateljice so Mia, Roberta in Jose Lujan.Je članica skupine RBD.V 1. sezoni je hodila z Nicom in se z njim tudi poročila, pozneje pa se je zaljubila v Santosa.V 2. sezoni izve, da ima sestro,ki ji je ime Dolores kličejo pa jo Lola. Lupita ima tudi sestro po imenu Dulce. Ima jo zelo rada.

#### Mia Colucci Cáceres
- Igra jo : Anahí

Mia je najbolj popularna punca na šoli. Je čustvena, močna in išče smisel svojega življenja. Vsaka punca hoče biti kot ona zaradi njene lepote, telesa in glasu. Mii so povedali, da ji je umrla mama, ko je bila še otrok. Je tudi hčer Franca Coluccia, znanega mednarodnega dizajnerja oblačil, ki mu pri tem seveda pomaga. Je ena najbogatejših punc na šoli. Njeni najhujši sovražniki so Roberta Pardo,Sol De La Riva in Sabrina Guzman. Ampak v sredini telenovele se z Roberto zbližata, ker postaneta pol sestre. Njen fant je Miguel Arango, štipendist. Čeprav sta bila zaljubljena drug v drugega je skrivala svojo ljubezen do njega, zato, ker se je ena od njenih najboljših prijateljic tudi zaljubila v Miguela in zaradi maščevanja Miini družini. Med telenovelo sta se držala stran drug od drugega (kregala) vendar nista mogla zdržati. V prihodnosti sta se poročila, tako, da je Mii ime Mia Colucci Arango.
Mia ne zapusti sobe, če je čustveno potrta ali pa če se ne počuti dovolj lepo. Ima tudi neki čut za pravico in si kdaj pravi Mornar Moon. Prijazna je do vseh ki so prijazni do nje. Če je kdo prizadene se s težavo opomore. Je tudi članica RBD, Pop skupine na njeni šoli ki bodo kmalu postali slavni člani skupine in njeni sošolci so Roberta,Lupita,Diego,Giovanni in njen fant Miguel.
Ena najpomebnejših stvari za Mio so njeni prijatelji. Zmeraj poskrbi da jim je udobno tudi, če mora odpovedati kak pomeben sestanek ali zmenek. Miina največja skrivnost je da je devica zato ker se boji. Misli da če bi fante zadovoljila da bi jo zapustili, ampak ta stvar se malo spremeni z Miguelom. Miguel se je z Mio hotel ljubiti velikokrat (v njeni hiši,v Miguelovi hiši, na plaži in v šoli in zmeraj hoče ampak na koncu se zmeraj ustraši. Miguel ni nikoli polagal pritiska nanjo čeprav čuti pritisk. Miguel je zmeraj počakal da je pripravljena nato pa je čakal dve leti. Ampak Miguel se napije in mu Sabrina RBDjeva menedžerka pove da sta se ljubila kar je bila laž. A na koncu zve in Mia in Miguel sta živela srečno do konca svojih dni.
Daka